# Kalle Keituri

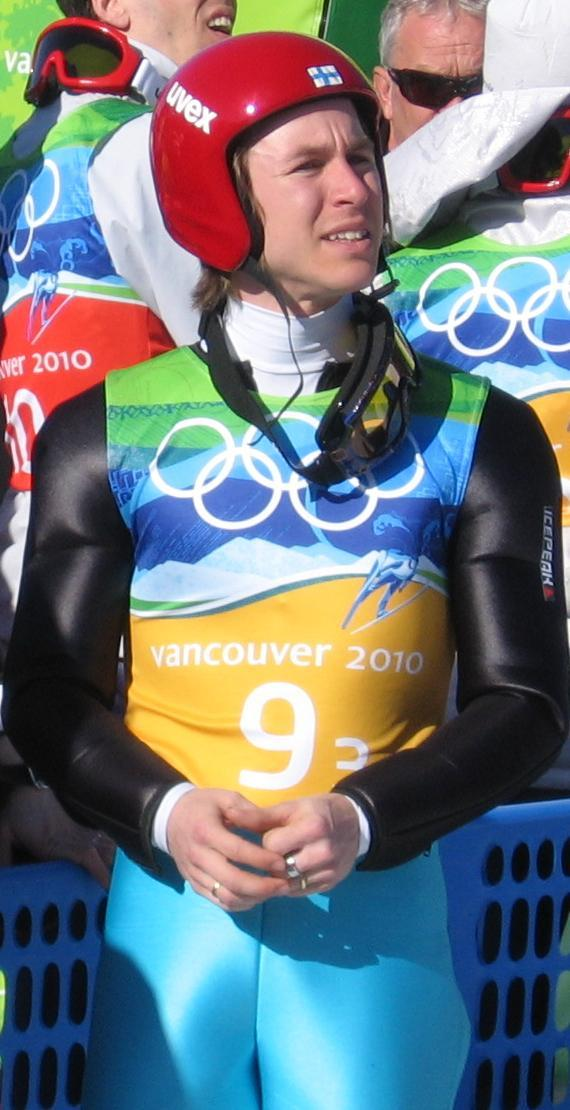
Kalle Keituri

Kalle Keituri, född 25 april 1984 i Lahtis, är en finsk backhoppare som tidigare tävlade för Lahden Hiihtoseura men nu tävlar för tyska SC Oberstdorf.

## Karriär
Kalle Keituri tävlade för klubben Lahden Hiihtoseura från hemstaden Lahtis. 2001 deltog han i European Youth Olympic Festival i Vuokatti. Där tog han guld i lagtävlingen tillsammans med Akseli Kokkonen och Janne Happonen. 
Han debuterade i världscupen i backhoppning mars 2002 på hemmaplan i Lahti Ski Games, och kom på nittonde plats. Också i 2003 och 2005 fick han chansen att tävla i världscupen på hemmplan. I början av säsongen 2006/2007 kom han på nionde plats i stora backen i Kuusamo. Han gjorde om denna prestation i samma backen december 2007.
Kalle Keituri flyttade till Tyskland 2008 och tävlar nu för SC Oberstdorf. I säsongen 2008/2009 har framgångarna fortsatt. Han var han med när Finland vann laghoppningen i Kuusamo i november. 21 december kom han på sjätte plats i Engelberg. Totalt i världscupen 2008/2009 blev han nummer 21. Han tog en fin åttonde plats i tysk-österrikiska backhopparveckan 2008/2009 i Oberstdorf december 2008. Totalt i backhopparveckan säsongen 2008/2009 blev han nummer 26.
Kalle Keituri var med i olympiska vinterspelen 2010 i Vancouver och blev nummer 22 i normalbacken och nummer 4 i lagtävlingen. Han tog ett guld i finska mästerskapen i Lahtis 2009 (laghoppning) och två guld i Lahtis 2010 (laghoppning och stora backen).
Keituri er gift med en tyska och bor i Sulzberg, Oberallgäu.